# 마들렌

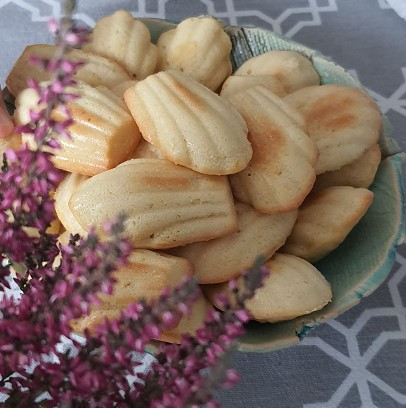
마들렌

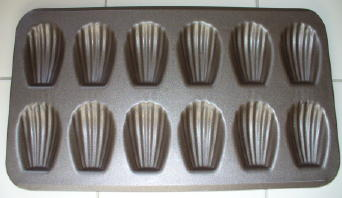
마들렌을 구울 때에 사용되는 틀

마들렌(프랑스어: madeleine 또는 petite madeleine)은 프랑스 북동부의 로렌 지역의 뫼즈주 코메르시라는 곳에서 유래한 전통적인 과자이다.
마들렌은 조개 모양으로 된 작은 케이크이다. 맛은 카스텔라 등 부드러운 빵의 맛이다. 버터와 레몬 맛이 함께 베어나온다.
뉴옥스포드 대사전 등에 따르면 마들렌은 19세기부터 빵 과자로 소개됐으며 해당 사전에는 음식 요리의 이름이 구전되다 굳은 것으로 보았다. 하지만 여러 자료에 따르면 프랑스의 루이 15세가 사위이던 스테인슬로 리스친스키 폴란드 왕의 딸 마리 레슈친스카를 왕비로 맞아들이면서 장인에게 잘 보이기 위해 빵을 만들어 왕비의 이름을 붙였다고 보기도 한다.
일부 국가에서는 바게트가 프랑스하면 떠오르는 과자의 전형으로 보지만 서양에서 마들렌은 프랑스 국외에서도 가장 유명한 과자로 사랑받고 있다.

## 같이 보기
- 프랑스 요리